# Basile Roussel
Pour les articles homonymes, voir Roussel.
Basile Roussel est un homme d'affaires et un homme politique canadien, originaire de Shippagan, au Nouveau-Brunswick. Il est né le 13 juillet 1931 à Le Goulet, Nouveau-Brunswick.  Il est maire de Le Goulet de 1987 à 1989. Il est président et directeur général de Gully Fish and Foods Inc. et joue un rôle majeur dans l'introduction et le développement de l'industrie du crabe au Nouveau-Brunswick. Philanthrope, il contribue à l'éducation post-secondaire. Il est fait membre de l'Ordre du Canada en 1990. Il meurt le 1er janvier 1999. Une rue de Le Goulet porte son nom.